# 박창호 (포항 출신 정치인)
박창호는 포항시 출신의 노동운동가, 사회운동가이자 정의당 당원이다.

## 생애
남한사회주의노동자동맹에서 활동했다.
포항시의 방사성 폐기물 처분시설 유치 신청에 반대해 반대 운동을 조직하였고, 이에 따라 포항시의 찬성률이 4개 후보지중 가장 낮은 찬성률을 기록하여 경주시에 월성원자력환경관리센터가 건설되었다. 현재 정의당에서 활동하고 있다.